# Ferruccio Furlanetto
Ferruccio Furlanetto (Sacile, 16 maggio 1949) è un basso italiano.
Come cantante di musica leggera ha utilizzato lo pseudonimo Morvan.

## Biografia
Ferruccio Furlanetto è uno dei bassi italiani contemporanei che opera a livello internazionale, principalmente in Italia (Teatro alla Scala) e nel continente americano.
Grazie alle sue doti vocali e interpretative, il suo repertorio spazia dalle composizioni del tardo Barocco ad opere relativamente moderne, sostenendo sia parti da basso-baritono (famosa la sua interpretazione de Le nozze di Figaro di Wolfgang Amadeus Mozart) sia ruoli di basso profondo (Sparafucile del Rigoletto, il Grande Inquisitore del Don Carlo).
Nel mondo musicale debutta nel 1967, partecipando al Festival di Castrocaro; non vince, ma ottiene un contratto con la CBS Italiana, per cui pubblica alcuni 45 giri usano lo pseudonimo Morvan.
Inizialmente dedito agli studi di filologia classica e di scienze naturali li abbandonò all'età di 22 anni, per quindi dedicarsi a quelli musicali.
I primi debutti sono a Lonigo come Sparafucile in Rigoletto nel 1974, al Teatro Verdi (Trieste) nel dicembre dello stesso anno come Colline ne La bohème con José Carreras e Katia Ricciarelli e a New Orleans. Sempre a Trieste nel 1975 è Ein Polizeikommissär ne Il cavaliere della rosa con Helga Dernesch e Barbablù in Arianna e Barbablù di Paul Dukas, nel 1976 Ashby ne La fanciulla del West con Aldo Protti e Leo Nucci e nel 1977 il re d'Egitto in Aida.
Nel 1977 è Gualtiero Raleigh nella prima rappresentazione nel Théâtre en Plein-air de l'Archevêché di Aix-en-Provence di "Roberto Devereux ossia Il conte d'Essex" diretto da Julius Rudel con Montserrat Caballé e José Carreras.
Nel 1978 è Oberto, Conte di San Bonifacio al Teatro Regio di Parma ed Aldobrandino nella ripresa nel Teatro dell'Opera di Roma di "Parisina" di Mascagni.
A Bilbao nel 1978 canta in Luisa Miller con Luciano Pavarotti, Giorgio Zancanaro e Bonaldo Giaiotti, in Un ballo in maschera con Pavarotti e ne I due Foscari.
Al Gran Teatro La Fenice di Venezia nel 1978 è Félix in Les Martyrs (Poliuto) con Leyla Gencer, Ottavio Garaventa e Renato Bruson e nel marzo 1979 Basilio ne Il barbiere di Siviglia (Rossini).
Nel febbraio 1979 è Don Magnifico nella ripresa nel Teatro Regio di Parma di "La Cenerentola ossia La bontà in trionfo".
Approdò al Teatro alla Scala nel maggio 1979, debuttando come Banco nel Macbeth di Giuseppe Verdi con Piero Cappuccilli e Shirley Verrett sotto la direzione di Claudio Abbado.
Nel settembre 1979 è Alvise Badoero ne La Gioconda con Renata Scotto e Pavarotti al San Francisco Opera ed in ottobre Sparafucile in Rigoletto a Trieste.
Nel 1980 debutta al Metropolitan Opera House di New York come Grande Inquisitore in Don Carlo con la Scotto, Sherrill Milnes e Tatiana Troyanos diretto da James Levine ed è Melibeo ne "La fedeltà premiata" di Franz Joseph Haydn con la London Philharmonic Orchestra diretta da Simon Rattle al Glyndebourne Festival Opera.
Nel 1981 nella trasferta scaligera è Don Basilio ne Il barbiere di Siviglia (Rossini) con Lucia Valentini Terrani al Teatro N.H.K. di Tokyo e canta la Petite messe solennelle ad Osaka e Yokohama, a Trieste è Il Conte Rodolfo ne La sonnambula con Luciana Serra, a San Francisco Ramfis in Aida con Pavarotti, Don Diègue in Le Cid di Jules Massenet e Raimondo (Raymond Bidebent, Lucy's tutor) in Lucia di Lammermoor con Neil Shicoff ed a Glyndebourne Basilio ne Il barbiere di Siviglia.
Nel 1982 debutta all'Arena di Verona come Ramfis in Aida con Fiorenza Cossotto e Maria Chiara ed al Metropolitan è Giovanni da Procida ne I vespri siciliani e Alvise Badoero ne La Gioconda con Éva Marton, Plácido Domingo, Bruna Baglioni e Cornell MacNeil.
Nel 1983 è Don Alfonso in Così fan tutte con William Matteuzzi a Trieste.
Nel 1984 al Met è Sparafucile in Rigoletto con Mariella Devia e Don Basilio ne Il barbiere di Siviglia con Enzo Dara ed a Venezia Ramfis in Aida.
Successivamente ha interpretato altri ruoli verdiani, come Jacopo Fiesco nel Simon Boccanegra con Anna Tomowa-Sintow e Dawn Upshaw nel 1985 al Met, Filippo II e il Grande Inquisitore nel Don Carlo e Zaccaria nel Nabucco. Ha cantato anche Musorgskij (Boris Godunov), Strauss (Elektra) e Gounod (Faust). Il repertorio più congeniale alle sue caratteristiche è tuttavia quello mozartiano, all'interno del quale ha interpretato Leporello nel Don Giovanni, Figaro ne Le nozze di Figaro e Papageno ne Il flauto magico.
Al di fuori del repertorio operistico, si ricordano le interpretazioni nel ruolo di basso solista nel Requiem di Verdi e nella Messa dell'incoronazione di Mozart, nella quale occasione papa Giovanni Paolo II celebrò la Santa Messa (1985).
Ancora nel 1985 alla Scala è Timur nella prima rappresentazione di Turandot diretto da Lorin Maazel e canta nello Stabat Mater (Dvořák), a San Diego è Oberto, Conte di San Bonifacio, debutta al Wiener Staatsoper come Figaro ne Le nozze di Figaro con Lucia Poppová, è l'araldo nella prima rappresentazione nel Teatro Regio di Parma di Rinaldo (opera) e Paolo Albiani nella ripresa nella Salle Garnier del Théâtre du Casino di Monte Carlo di "Simon Boccanegra".
Nel 1986 è Phanuel in Hérodiade di Jules Massenet con Carreras, la Caballè e Juan Pons al Teatro dell'Opera, Basilio ne Il barbiere di Siviglia con Rolando Panerai a Vienna, Figaro ne Le nozze di Figaro a Trieste, debutta come Figaro a Salisburgo con i Wiener Philharmoniker e Kathleen Battle ed è Colline ne La bohème con Leona Mitchell al Met.
Nel 1987 al Met è Count des Grieux in Manon (Massenet) con Catherine Malfitano, a Vienna Don Giovanni in Don Giovanni (opera) con Gundula Janowitz, Don Alfonso in Così fan tutte con Reri Grist diretto da Christian Thielemann e Colline ne La bohème con Domingo e Mirella Freni ed a Salisburgo Leporello nel Don Giovanni con Samuel Ramey diretto da Herbert von Karajan.
Nel 1988 a Vienna diretto da Claudio Abbado è Lord Sidney ne Il viaggio a Reims con Cecilia Gasdia, Chris Merritt, la Valentini Terrani e la Caballè e Mustafà ne L'italiana in Algeri con Agnes Baltsa ed a San Diego Méphistophélès in Faust.
Nel 1989 alla Scala diretto da Riccardo Muti è Figaro nella prima di Le nozze di Figaro con Cheryl Studer e Gloria Banditelli, Don Giovanni nella prima dell'opera omonima con Edita Gruberová e Giovanni da Procida ne I vespri siciliani il 7 dicembre nella serata d'inaugurazione della stagione d'opera trasmesso in diretta da Rai 2, al Grand Théâtre di Ginevra Figaro ne Le nozze di Figaro, al Rossini Opera Festival Fernando ne La gazza ladra con Bernadette Manca di Nissa e canta nel concerto nel Duomo di Salisburgo col Requiem (Mozart) diretto da Muti.
Nel 1990 al Met è Leporello in Don Giovanni con Carol Vaness e Karita Mattila, a Vienna Sparafucile in Rigoletto con Nucci e Barbara Hendricks e Jacopo Fiesco in Simon Boccanegra con Nucci, Daniela Dessì diretto da Claudio Abbado; questo ruolo è stato fino ad oggi quello con maggiori presenze (47) viennesi. Sempre nello stesso anno debutta all'Opéra national de Paris come Figaro ne Le nozze di Figaro con Renée Fleming e Cecilia Bartoli.
Oltre che con Herbert von Karajan, ha lavorato, tra gli altri, con James Levine, Claudio Abbado e Riccardo Muti.
Nel 1991 alla Scala è Attila e a Vienna Padre Guardiano ne La forza del destino ed a Venezia Filippo II in Don Carlo con Rajna Kabaivanska diretto da Daniel Oren.
Nel 1992 alla Scala canta nello Stabat Mater (Rossini) e Raimondo Bidement nella prima di Lucia di Lammermoor, a Pesaro Basilio ne Il barbiere di Siviglia, al Met Figaro ne Le nozze di Figaro con Kiri Te Kanawa e Frederica von Stade, a Venezia Mustafà ne L'italiana in Algeri ed a Parigi Don Basilio ne Il barbiere di Siviglia con Jennifer Larmore.
Nel 1993 alla Scala tiene un recital, a Salisburgo Don Alfonso in Così fan tutte e tiene un concerto ed a San Diego è Don Giovanni.
Nel 1994 per la Scala è Don Pasquale nella prima e canta nello Stabat Mater (Rossini) nella trasferta a Francoforte sul Meno.
Nel 1995 a Vienna è Phanuel in Hérodiade con Domingo e debutta al Royal Opera House, Covent Garden di Londra come Figaro ne Le nozze di Figaro con Barbara Bonney diretto da Bernard Haitink.
Nel 1996 è Don Giovanni nell'opera omonima a Londra.
Nel 1997 canta in Don Giovanni a Bilbao, Filippo II in Don Carlo con Dolora Zajick a Vienna ed a Trieste e Jacopo Fiesco nel Simon Boccanegra e Zaccaria in Nabucco con Maria Guleghina a Parigi e nella ripresa nel Teatro Massimo Vincenzo Bellini di Catania con Ghena Dimitrova.
Nel 1998 a Vienna è Giovanni da Procida ne I vespri siciliani ed a Londra Philippe II in Don Carlo.
Nel 1999 è Filippo II in Don Carlo a Parigi ed a Salisburgo,
Nel 2000 a Parigi Leporello nel Don Giovanni, a Trieste Attila con Alberto Gazale ed al Teatro Comunale di Firenze Prince Gremin in Evgenij Onegin con Ramón Vargas ripreso dalla Rai.
Nel 2001 a Parigi è Méphistophélès in Faust con Marcello Giordani, per la Scala canta il Requiem (Verdi) con Vargas nella Basilica di San Marco ed al Musikverein ed è Roger in Jérusalem diretto da Zubin Mehta alla Scala nella produzione del Wiener Staatsoper ed a Vienna è Don Ruy Gomez de Silva in Ernani e Roger in Jérusalem diretto da Mehta. Nello stesso anno è stato insignito del titolo di Kammersänger da parte dell'Opera di Vienna.
È inoltre Ambasciatore Onorario delle Nazioni Unite.
Nel 2002 per la scala è Boris Godunov (opera) diretto da Valerij Abisalovič Gergiev nella prima al Teatro degli Arcimboldi ed a Trieste l'Arcivescovo Thomas Becket ne l'Assassinio nella cattedrale (opera).
Nel 2003 a Parigi è Procida ne I vespri siciliani diretto da James Conlon, al Met Cardinal de Brogni ne La Juive ed a Londra Count Walter in Luisa Miller.
Nel 2004 a Parigi è Arkel in Pelléas et Mélisande, al Met Mustafà ne L'italiana in Algeri con Juan Diego Flórez, a San Diego King Philip in Don Carlo e Padre Guardiano ne La forza del destino con Salvatore Licitra a Londra.
Nel 2006 a San Diego è Basilio ne Il barbiere di Siviglia.
Nel 2007 canta il Requiem (Verdi) con Barbara Frittoli al Teatro Regio di Torino e con Vargas a Colonia dove viene anche fatta una registrazione, è Don Ruy Gomez de Silva in Ernani a Trieste, Boris Godunow a Vienna, Le Cardinal de Brogni ne La Juive con Anna Caterina Antonacci a Parigi, Boris Godunov a San Diego e Prince Gremin in Eugene Onegin diretto da Daniel Barenboim a Salisburgo.
Nel 2008 a Venezia partecipa al concerto di Capodanno trasmesso dalla RAI, è Boris Godunov e Zaccaria in Nabucco con Alberto Gazale, alla Scala tiene un recital ed è Filippo II in Don Carlo il 7 dicembre nella serata inaugurale con Fiorenza Cedolins, a Londra Jacopo Fiesco nel Simon Boccanegra diretto da John Eliot Gardiner, al Met è Don Ruy Gomez de Silva in Ernani.
Nel 2009 a Parigi è Banco in Macbeth, alla Scala Thomas Becket nella prima di Assassinio nella cattedrale, a San Diego Don Quichotte di Jules Massenet con Denyce Graves ed a Londra Don Basilio ne Il barbiere di Siviglia con Joyce DiDonato. Fino al 2010 ha cantato in 59 recite londinesi.
Nel 2010 alla Scala è Jacopo Fiesco nella prima di Simon Boccanegra con Domingo, a Salisburgo Oroveso in Norma (opera) ed a Vienna Fürst Gremin in Eugen Onegin con Dmitrij Chvorostovskij. A Vienna ha preso parte a 246 rappresentazioni fino al 2013.
Nel 2011 è Don Ruy de Silva in Ernani al Teatro Comunale di Bologna trasmesso da Rai 3 e nella trasferta al Tokyo Bunka Kaikan, è Zaccaria in Nabucco in forma di concerto con l'Orquestra Simfònica i Cor del Gran Teatre del Liceu al Festival de Peralada con Pons e la Guleghina, Boris Godunov (opera) all'Opera di Chicago e Don Quichotte al Teatro Real di Madrid.
Nel 2012 è Jacopo Fiesco nel Simon Boccanegra a Chicago, Boris Godunov al Teatro Massimo Vittorio Emanuele di Palermo ed al Teatro Bol'šoj, Attila (opera) con Ramey a San Francisco, tiene un recital per il Carinthischer Sommer di Ossiach, Don Quichotte al Teatro Mariinskij e Méphistophélès in Faust al Met. Fino al 2013 ha cantato in 201 rappresentazioni per il Metropolitan.
Nel 2013 a San Diego è Thomas Becket ne l'Assassinio nella cattedrale, canta il Requiem (Verdi) a Tanglewood di Lenox (Massachusetts) ed a Tokyo diretto da Nicola Luisotti con Ainhoa Arteta ed è Ramfis in Aida al Teatro di San Carlo di Napoli.
Nel 2014 tiene un recital con musiche di Sergej Vasil'evič Rachmaninov e Modest Petrovič Musorgskij a Ginevra, è Boris Godunov in Salle Pleyel a Parigi, all'Auditorio de Barcelona, tiene un recital alla Scala, canta il Requiem di Verdi con Piotr Beczała a San Diego, è Don Quichotte a Toronto, Giovanni da Procida ne I vespri siciliani con Franco Vassallo a Madrid, Filippo II in Don Carlo a Sofia e Fürst Iwan Chowanski in Chovanščina a Vienna.
Il 9 gennaio 2016, in onore del venticinquesimo anniversario della morte di Efrem Casagrande, colui che scoprì per primo il suo talento, si esibisce a Vittorio Veneto, presso il teatro Lorenzo Da Ponte, con un repertorio vasto da Mozart, Boito, sino a Puccini e Ciaikovskij, in una serata intitolata "Omaggio a Efrem Casagrande", ottenendo il "tutto esaurito". Lo accompagna al pianoforte Enza Ferrari, e si esibiscono inoltre il soprano Elisabetta Farris e il Coro Ana di Vittorio Veneto, portato ai massimi livelli proprio dal maestro Casagrande nel corso della sua intensissima vita artistica e musicale.

## Repertorio
| Ruolo                            | Titolo                                    | Autore     |
| -------------------------------- | ----------------------------------------- | ---------- |
| Conte Rodolfo                    | La sonnambula                             | Bellini    |
| Oroveso                          | Norma                                     | Bellini    |
| Mefistofele                      | Mefistofele                               | Boito      |
| Principe Gremin                  | Eugene Onegin                             | Čajkovskij |
| Riccardo III                     | Riccardo III                              | Canepa     |
| Arkel                            | Pelléas et Mélisande                      | Debussy    |
| Raimondo Bidebent                | Lucia di Lammermoor                       | Donizetti  |
| Lord Cecil Sir Gualtiero Raleigh | Roberto Devereux                          | Donizetti  |
| Félix                            | Les Martyrs                               | Donizetti  |
| Don Pasquale                     | Don Pasquale                              | Donizetti  |
| Barbe-Bleue                      | Ariane et Barbe-bleue                     | Dukas      |
| Pasquariello                     | Don Giovanni o sia Il convitato di pietra | Gazzaniga  |
| Méphistophélès                   | Faust                                     | Gounod     |
| Le Cardinal de Brogni            | La Juive                                  | Halévy     |
| Argante                          | Rinaldo                                   | Händel     |
| Melibeo                          | La fedeltà premiata                       | Haydn      |
| Aldobrandino                     | Parisina                                  | Mascagni   |
| Phanuel                          | Hérodiade                                 | Massenet   |
| Comte Des Grieux                 | Manon                                     | Massenet   |
| Don Quichotte                    | Don Quichotte                             | Massenet   |
| Don Diègue                       | Le Cid                                    | Massenet   |
| Conte d'Almaviva Figaro          | Le nozze di Figaro                        | Mozart     |
| Don Giovanni Leporello           | Don Giovanni                              | Mozart     |
| Don Alfonso Guglielmo            | Così fan tutte                            | Mozart     |
| Papageno                         | Die Zauberflöte                           | Mozart     |
| Boris Godunov                    | Boris Godunov                             | Musorgskij |
| Ivan Chovanskij                  | Chovanščina                               | Musorgskij |
| Thomas Becket                    | Assassinio nella cattedrale               | Pizzetti   |
| Alvise Badoero                   | La Gioconda                               | Ponchielli |
| Colline                          | La bohème                                 | Puccini    |
| Ashby                            | La fanciulla del West                     | Puccini    |
| Timur                            | Turandot                                  | Puccini    |
| Mustafà                          | L'italiana in Algeri                      | Rossini    |
| Don Basilio                      | Il barbiere di Siviglia                   | Rossini    |
| Don Magnifico                    | La Cenerentola                            | Rossini    |
| Fernando                         | La gazza ladra                            | Rossini    |
| Astarotte Idraote                | Armida                                    | Rossini    |
| Lord Sidney                      | Il viaggio a Reims                        | Rossini    |
| Il Sommo Sacerdote               | La Vestale                                | Spontini   |
| Ein Polizeikommissär             | Il cavaliere della rosa                   | Strauss    |
| Orest                            | Elettra                                   | Strauss    |
| Oberto                           | Oberto, Conte di San Bonifacio            | Verdi      |
| Zaccaria                         | Nabucco                                   | Verdi      |
| Silva                            | Ernani                                    | Verdi      |
| Attila                           | Attila                                    | Verdi      |
| Jacopo Loredano                  | I due Foscari                             | Verdi      |
| Banco                            | Macbeth                                   | Verdi      |
| Roger                            | Jérusalem                                 | Verdi      |
| Conte di Walter                  | Luisa Miller                              | Verdi      |
| Sparafucile                      | Rigoletto                                 | Verdi      |
| Giovanni da Procida              | I vespri siciliani                        | Verdi      |
| Jacopo Fiesco                    | Simon Boccanegra                          | Verdi      |
| Samuel                           | Un ballo in maschera                      | Verdi      |
| Padre Guardiano                  | La forza del destino                      | Verdi      |
| Filippo II Il Grande Inquisitore | Don Carlo                                 | Verdi      |
| Ramfis Il Re d'Egitto            | Aida                                      | Verdi      |

## Discografia parziale
| Anno | Titolo Ruolo                   | Cast                                           | Direttore           | Casa                |
| ---- | ------------------------------ | ---------------------------------------------- | ------------------- | ------------------- |
| 1985 | Don Giovanni Leporello         | Samuel Ramey, Anna Tomowa-Sintow, Agnes Baltsa | Herbert von Karajan | Deutsche Grammophon |
| 1986 | La Juive Le Cardinal de Brogni | José Carreras, Julia Varady, June Anderson     | Antonio de Almeida  | Philips             |
| 1988 | Così fan tutte Don Alfonso     | Kiri Te Kanawa, Ann Murray, Thomas Hampson     | James Levine        | Deutsche Grammophon |
| 1989 | Così fan tutte Guglielmo       | Lella Cuberli, Cecilia Bartoli, John Tomlinson | Daniel Barenboim    | Erato               |
| 1990 | Le nozze di Figaro Figaro      | Dawn Upshaw, Thomas Hampson, Kiri Te Kanawa    | James Levine        | Deutsche Grammophon |
| 1991 | Armida Astarotte, Idraote      | Cecilia Gasdia, Chris Merritt, Bruce Ford      | Claudio Scimone     | Erato               |
|      | Don Giovanni                   | John Tomlinson, Waltraud Meier, Lella Cuberli  | Daniel Barenboim    | Erato               |
| 1992 | Don Carlo Filippo II           | Michael Sylvester, Aprile Millo, Dolora Zajick | James Levine        | Sony                |

## DVD parziale
- Bellini La sonnambula - Lucia Aliberti/Aldo Bertolo/Ferruccio Furlanetto/Corinna Vozza/Orchestra del Festival di Spoleto/Westminster Choir/direttore: Christian Badea, 1979
- Donizetti Don Pasquale - Ferruccio Furlanetto/Nuccia Focile/Gregory Kunde/Lucio Gallo/Orchestra e Coro del Teatro alla Scala/direttore: Riccardo Muti, 1994 TDK
- Mozart, Don Giovanni - Bryn Terfel/Renée Fleming/Ferruccio Furlanetto/Solveig Kringlebotn/Paul Groves/Hei Kyung-Hong/John Relyea/Sergei Koptchak/Metropolitan Opera Orchestra/James Levine. Deutsche Grammophon, 2005
- Verdi, Simon Boccanegra - Placido Domingo/Ferruccio Furlanetto/Elijah Moshinsky (Regista), 2011 EMI
- Verdi, I vespri siciliani - Cheryl Studer/Chris Merritt/Giorgio Zancanaro/Ferruccio Furlanetto/Coro e Orchestra del Teatro alla Scala di Milano/Riccardo Muti, regia di Pier Luigi Pizzi, 1989 Opus Arte
- Verdi, Don Carlo - Roberto Alagna/Simon Keenlyside/Ferruccio Furlanetto, regia di Nicholas Hytner, 2010 The Metropolitan Opera
- Verdi, Rigoletto - Luciano Pavarotti/Ingvar Wixell/Edita Gruberová/Riccardo Chailly, regia di Jean-Pierre Ponnelle, 1982 Decca/Unitel

## Discografia

### 45 giri
- 1968 - Congratulations/Ama me (CBS, 3441)